# I’ll Still Kill
«I’ll Still Kill» (также названный из-за цензуры «Still Will») — пятый сингл Американского рэпера 50 Cent с его третьего студийного альбома Curtis.

## Справочная
50 Cent и Akon высоко оценили своё сотрудничество, Кертис заявил:
Эта совместнозаписаная песня, отличная. Голос Эйкона, то, что он вокально сделал на припеве и в последней части композиции - это удивительно.

Режиссёр: Jessy Terrero. Он так прокомментировал клип:
Видео достаточно насыщен, но у меня хорошие отношения с обоими ребятами. Это как сочетание лент «Превосходство Борна» и « Дэнни цепной пес». Я озвучил идею и она понравилась Фифти.